# Bitetto
Bitetto est une commune italienne de la ville métropolitaine de Bari dans la région Pouilles en Italie.

## Administration
| Période                                  | Période | Identité | Étiquette | Qualité |
| ---------------------------------------- | ------- | -------- | --------- | ------- |
|                                          |         |          |           |         |
| Les données manquantes sont à compléter. |         |          |           |         |

### Communes limitrophes
Binetto, Bitonto, Bitritto, Modugno, Palo del Colle, Sannicandro di Bari